# Algol 60
Algol 60 ist eine Programmiersprache der ALGOL-Familie. Sie wurde 1958–1963 unter der Führung der Association for Computing Machinery (ACM) und der Gesellschaft für Angewandte Mathematik und Mechanik (GAMM), später dann der International Federation for Information Processing (IFIP), entwickelt.
Beteiligt waren unter anderem John W. Backus, Friedrich L. Bauer, John McCarthy, Peter Naur, Alan J. Perlis, Heinz Rutishauser und Klaus Samelson.
Der Name Algol ist eine Kurzform für Algorithmic Language, 60 steht für das Jahr der »Fastfertigstellung« (ein Diskussionsentwurf wurde als International Algorithmic Language (IAL) oder Algol 58 bekannt; die endgültige Fassung (als »Revised Report« tituliert) stammt aus dem Jahre 1963).

## Der Sprachentwurf
Algol 60 war als international entwickelte, von kommerziellen Interessen unabhängige, portable, prozedurale Programmiersprache in erster Linie für wissenschaftliche, das hieß damals numerische, Zwecke gedacht. Es gab aber auch wichtige nichtnumerische Anwendungen. Ihre Einfachheit, und die für damalige Verhältnisse weitgehende Freiheit von Restriktionen, machte sie angenehm zu benutzen.
So wurde das Betriebssystem der Burroughs-B5000-Rechner in einer ALGOL-Version (ESPOL) programmiert. Ein anderes Beispiel ist ein bibliothekarisches Katalogsystem für den ab 1962 verfügbaren Großrechner Telefunken TR 4. Vgl. auch die Sprache JOVIAL, von ALGOL 58 abgeleitet, die jahrzehntelang zur Programmierung von Prozessrechnern in der Luft- und Raumfahrt (Avionik) diente.
Algol 60 war ein Meilenstein in der Geschichte der Programmiersprachen:
- Mit ihr begann die exakte Definition von Spracheigenschaften unabhängig von (und vor) jeder Implementierung (anders als dies noch bei LISP war[4]).
- Der Algol 60 Report führte die formale Definition der Syntax mit Hilfe der Backus-Naur-Form ein, die bald allgemein üblich wurde.[5]
- ALGOL zeigte den Wert eines klaren und einfachen Sprachkerns auf, eine Erfahrung, die bald Peter Landin zu seinem Sprachentwurf ISWIM inspirieren und so die meisten nach ALGOL entwickelten Programmiersprachen beeinflussen sollte.
- ALGOL schrieb – gegen den Trend der Zeit – Laufzeitprüfungen vor, eine Entscheidung, die erst langsam gewürdigt und nachgeahmt wurde.
- Auch die Unterscheidung zwischen der Sprache an sich und ihrer technischen (Eingabe-)Darstellung (die auf vorhandene Geräte Rücksicht nehmen musste) fand Beifall, aber nur wenige Nachfolger.[6]

Als (unerwartet) großes Problem erwies sich, dass die Ein-/Ausgabe nicht geregelt worden war, so dass deren Implementierungen stark zwischen den Compilern variieren. Beispielsweise wird ein Text einmal mit dem OUTSTRING- und einmal mit dem WRITETEXT-Befehl (beispielsweise bei der Electrologica X1) ausgegeben.

## Eigenschaften
Die Methode der sequentiellen Formelübersetzung von Bauer und Samelson ermöglichte es, auf viele Restriktionen zu verzichten, wie sie etwa Fortran kannte. Die darin enthaltene Idee des Stapelspeichers ermöglichte dann auch rekursive Prozeduren (Edsger W. Dijkstra).
Vom λ-Kalkül inspiriert war die Möglichkeit innerer Prozedurdefinitionen (»Blockstruktur«). begin-Blöcke (anonyme Prozeduren) wurden vor allem dazu benutzt, Felder mit variablen Grenzen im Stapelspeicher anzulegen. Sichtbarkeit und Gültigkeitsbereich der Variablen waren dabei korrekt lexikalisch definiert. Vorgesehen waren auch own-Variablen, deren Lebensdauer der Programmlauf sein sollte (vgl. ‚static‘ in C); dieses Konzept wurde aber häufig nicht implementiert.
Ebenfalls vom λ-Kalkül waren die Parameterübergabe-Modi genommen:
- Wertparameter (Schlüsselwort value) wurden vor dem Aufruf ausgewertet (Strikte Auswertung – »erst Auswerten, dann Einsetzen«).
- Für Namensparameter, default, war die Semantik einer textuellen Einsetzung vorgeschrieben (Nichtstrikte (lazy) Auswertung – »erst Einsetzen, dann Auswerten«). Dies führte im Zusammenhang mit Speichervariablen zu gewissen Schwierigkeiten, erlaubte im Prinzip aber eine elegante Formulierung von Integralen und ähnlichen Aufgaben:

```
   integriere (
alpha*x*x
, x, a, b)
```

(Jensen’s device). Zur Implementierung verwandte man thunks, Closures von anonymen Funktionen (und benannt »nach dem Geräusch, das sie auf der 7090 machten«).
Algol führte mit Lisp das Prinzip der Formatfreiheit in Programmiersprachen ein. Dabei hat ein Schlüsselwort immer dieselbe Bedeutung, unabhängig von der Position im Programm. Außerdem ist der Beginn einer neuen Zeile dem Leerzeichen gleichgestellt. In den damals vorherrschenden Sprachen Fortran und COBOL war die Positionierung der Anweisungen auf den Lochkarten dagegen entscheidend – ein Schlüsselwort konnte je nach Position eine andere Bedeutung haben. Auch die Zeileneinteilung war bei diesen Sprachen nicht frei.

## Beispiel
Das folgende (vollständige) Algol-60-Programm gibt Hallo, Welt! auf dem Ausgabekanal 2 aus:
```
begin comment
 Hallo-Welt-Programm in Algol
 
60;
    outstring (2, 
ʿ
Hallo, Welt!
ʾ
)

end
```

## Wirkungen/Bedeutung/Nachfolger
„ALGOL war ein Fortschritt gegenüber den meisten seiner Nachfolger.“

In der Praxis fand Algol weniger Anwendung als Fortran oder COBOL; das minderte aber nicht seinen langfristigen Einfluss (s. o.). Lange Zeit war Algol 60 im akademischen Bereich vorbildlich. Es litt aber unter der mangelnden Implementierungsbereitschaft großer Computer-Hersteller. IBM wollte ab 1964 mit PL/I die drei „großen“ Sprachen COBOL, Fortran und Algol 60 ablösen.
Der wichtigste Nachfolger war Simula 67.
Der US-amerikanische Informatiker John Charles Reynolds behauptete, die meisten Sprachen seien nicht Algol 60, sondern dem (nie implementierten) ISWIM gefolgt; er selbst stellte mit Forsythe eine Fortentwicklung in der Algol-Tradition vor.
Algol 68 war dem Namen zum Trotz ein völliger Neuentwurf, der ein geteiltes Echo fand. Niklaus Wirth entwickelte alternativ Algol W, woraus in der Weiterentwicklung Pascal werden sollte.